# Surera de Burriac
La Surera de Burriac és un arbre que es troba al Parc de la Serralada Litoral, el qual té el tronc més gruixut de totes les sureres del susdit parc.

## Entorn
És situada a l'antic camí que unia Cabrils i Cabrera de Mar passant per les planes de Montcabrer i la Font Picant. Fou emprada com a arbre de terme per indicar la frontera entre els dos municipis en aquestes planes. Uns inoportuns pins veïns, situats entre la surera i el castell de Burriac, amaguen el castell i impedeixen fer una bona fotografia component ambdós elements.

## Aspecte general
El seu tronc fa 2,96 metres de circumferència. La soca es bifurca gairebé arran de terra i forma dues branques potents. L'alçària no és excepcional (10 metres), però la capçada és arrodonida i força plena.

## Accés
És ubicada a Cabrils: al poble, cerquem el carrer de la font de Cabrera i el seguim amunt fins que s'acaba l'asfalt i esdevé una pista de terra que baixa cap a la Font Picant de Cabrera. La surera és a l'esquerra, just quan acaba l'asfalt. Coordenades: x=448302 y=4598203 z=259.

## Observacions
És anomenada també Surera de les Planes i està inclosa en el Patrimoni Natural de Cabrils.